# Higashidōri
Higashidōri (jap. 東通村 Higashidōri-mura) – wieś w Japonii, na wyspie Honsiu, w prefekturze Aomori. Według danych na rok 2020 miejscowość zamieszkiwało 5 955 mieszkańców , a gęstość zaludnienia wyniosła 20,2 os./km².